# فورمولا 1 99
فورمولا ون 99 (بالإنجليزية: Formula One 99)‏ ، هي لعبة فيديو من نوع سباق السيارات، وهي من تطوير ستوديو 33 ، ومن نشر شركتي غونسيس البريطانية وتيك-تو إنتراكتيف سنة 1999م، وتعمل لنظامي الحاسب الشخصي وبلاي ستيشن.

## مصدر
1. ↑  Official PlayStation Magazine, Future Publishing issue 52, (December 1999)

## وصلة خارجية
- فورمولا 1 99 على موبي غيمز